# ایسوزو ۱۱۷ کوپه
ایسوزو ۱۱۷ کوپه (Isuzu ۱۱۷ Coupe) خودرویی است که در سال‌های ۱۹۶۸ تا ۱۹۸۱تولید شده‌است. سیستم جعبه‌دندهٔ آن ۳ دنده به دو صورت خودکار و دستی است.

## نگارخانه

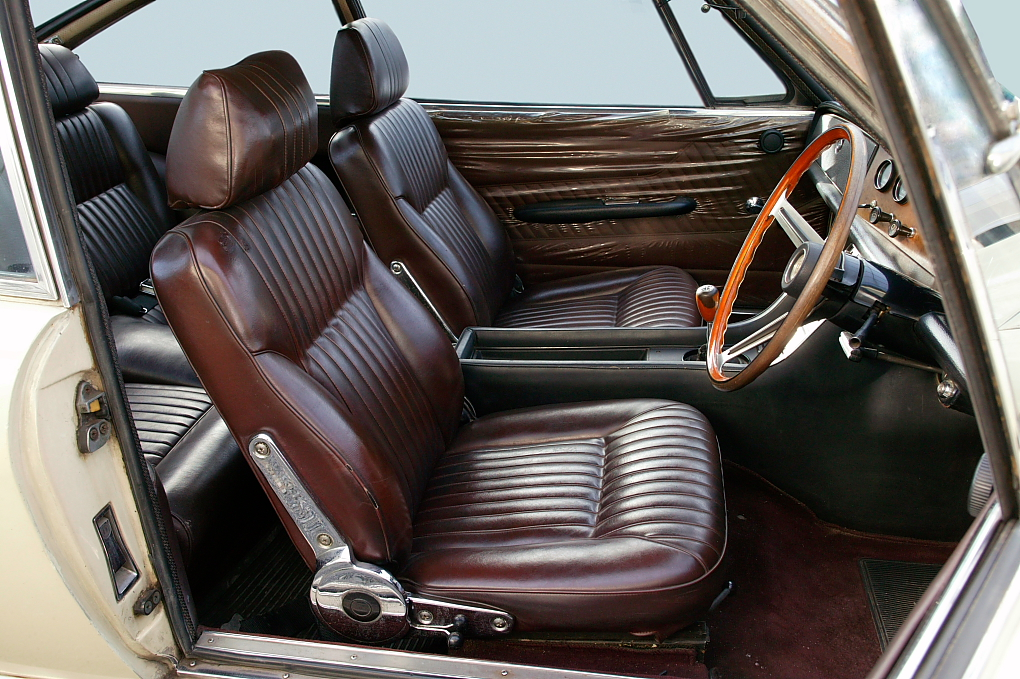
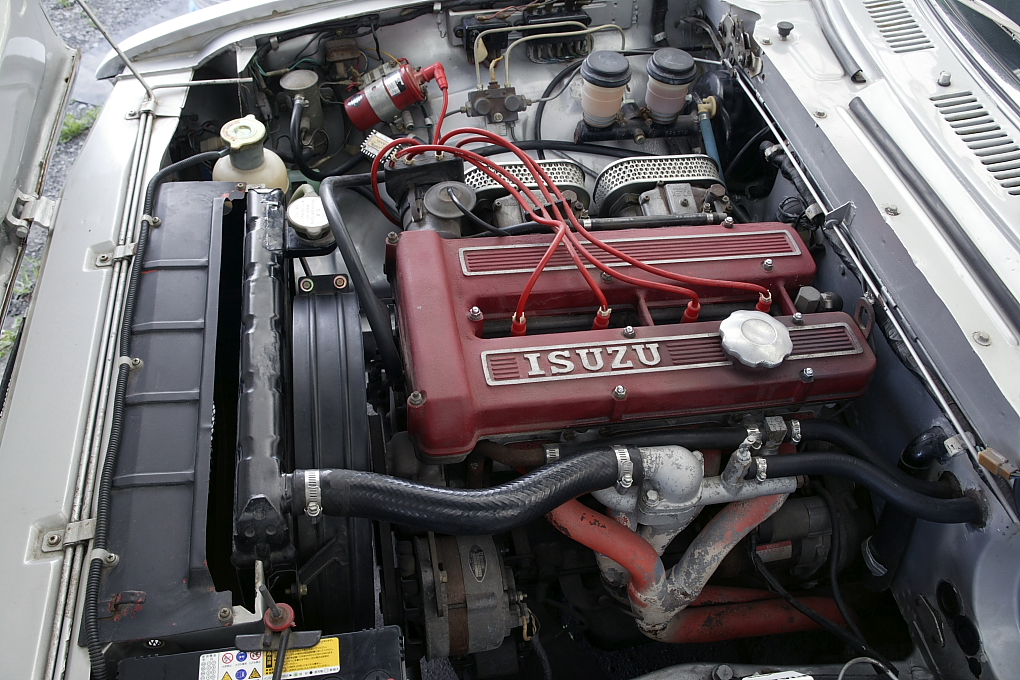
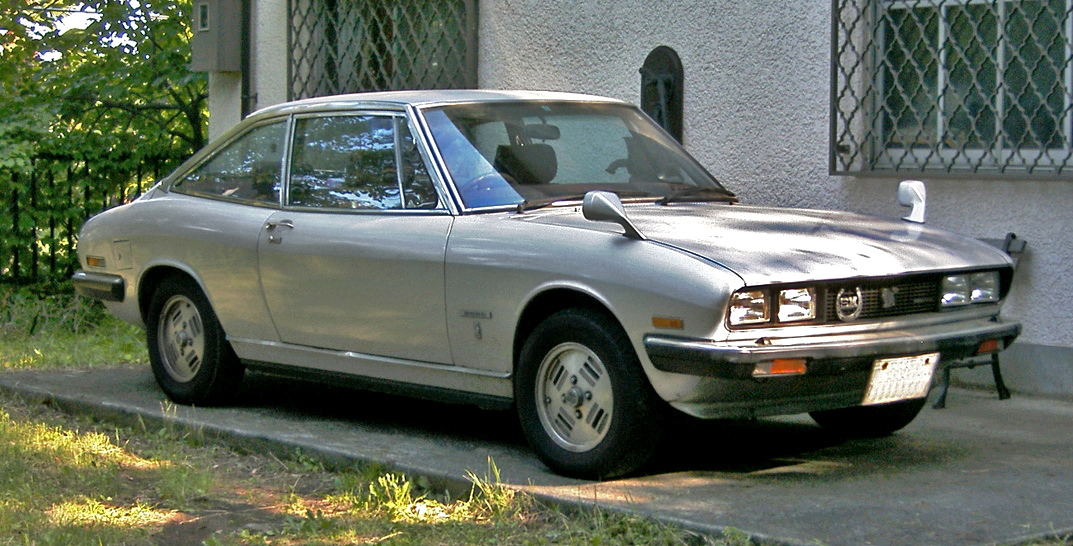